# 戈兰高地法
戈兰高地法（羅馬化：Khok Ramat HaGolan）是以色列的一部法律，规定在戈兰高地适用以色列法律进行管理，1981年12月14日由以色列國會通过。国际社会有观点认为以色列通过此法在实质上将戈兰高地非法吞并。2019年3月25日，美国承认戈兰高地为以色列主权领土。联合国安全理事会第497号决议宣布该法无效。